# Dölzschener Bienertpark

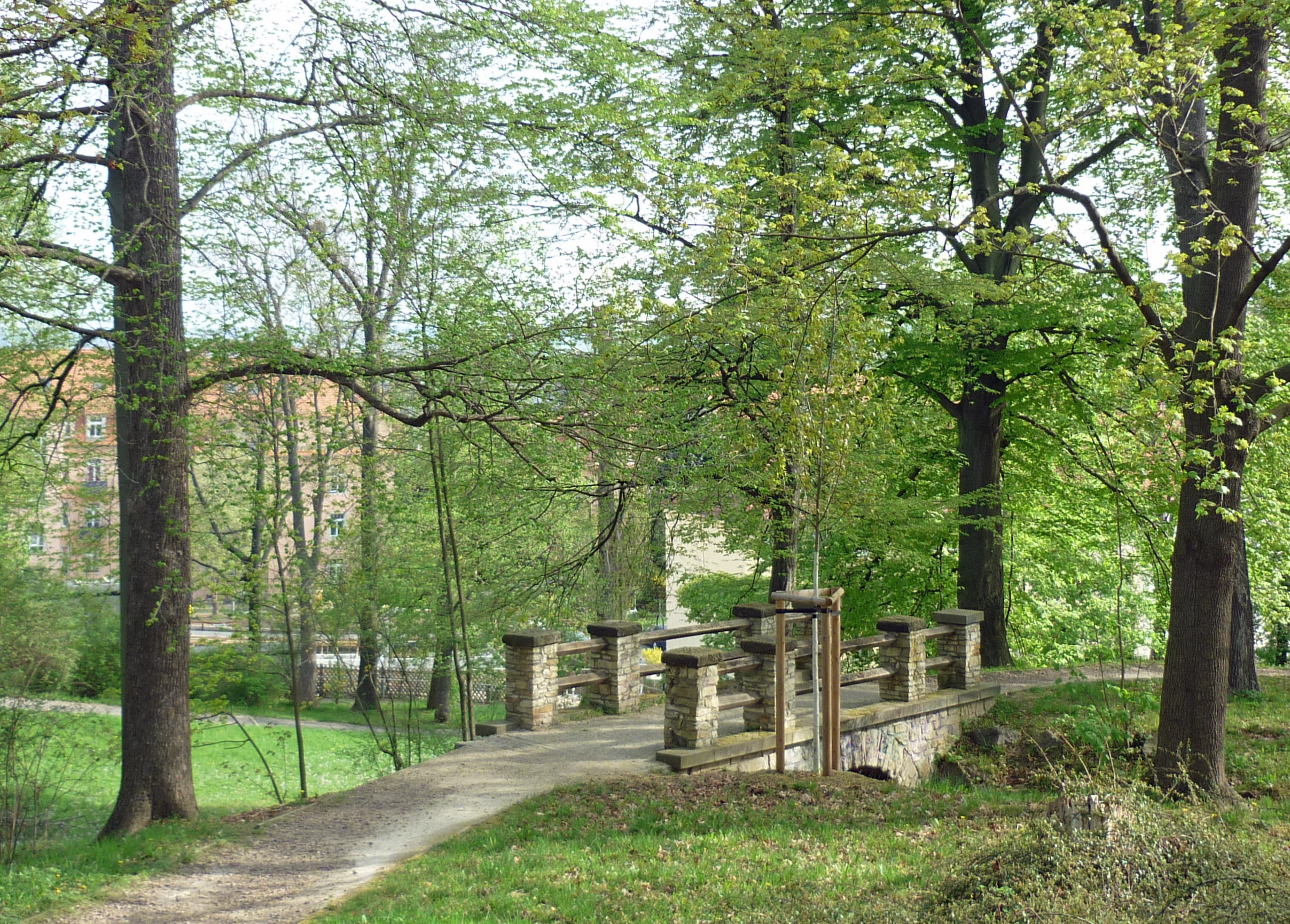
Künstliche Brücke im Dölzschener Bienertpark

Als Dölzschener Bienertpark (auch Unterer Bienertpark oder neuerdings auch Neuer Bienertpark) wird eine Parkanlage am Eingang des Plauenschen Grundes in den Dresdner Stadtteilen Löbtau und Dölzschen bezeichnet.

## Vorgeschichte
Am Eingang des Plauenschen Grundes befanden sich bereits 1448 orografisch links der Weißeritz auf der noch zu Löbtau gehörenden Flur drei kleinere Steinbrüche. Diese wurden 1740 durch den Rat der Stadt gekauft und als Ratssteinbruch betrieben. Mit dem steigenden Bedarf an Baumaterial kaufte der Rat den inzwischen privat angelegten „unteren Forsthausbruch“ und erweiterte diesen, vor allem ab 1892 als nunmehrigen Ratssteinbruch erheblich längs der Weißeritz (die Hänge reichten bis ans Flussbett, die heutige Tharandter Straße wurde nach intensivem Abbruch überhaupt erst 1918–1921 freigelegt).
Die Fläche des bis dahin betriebenen Steinbruches kaufte Gottlieb Traugott Bienert 1873 und ließ dort 1874 die erste Gasanstalt für die bessere Beleuchtung der Bienertmühle in den Nachtstunden (Paschky-/Ecke Tharandter Straße, heute Standort einer Tankstelle) errichten, die ebenfalls Gas für die Straßenbeleuchtung der Dorfgemeinde Plauen lieferte (erstmals angeschaltet am 19. Oktober 1874). Das Gaswerk wiederum wurde nach der Eingemeindung Plauens nach Dresden (1903) für 900.000 Reichsmark an die Stadt Dresden verkauft.

## Planung und Ausführung
Gleichwohl überlegten die Brüder Theodor und Erwin Bienert, die Söhne Gottlieb Traugott Bienerts und nach dessen Tod die Inhaber der Bienertmühle, die Idee, für die nunmehr durch Industrie belegten Flächen im unteren Bereich von Plauen Ersatz zu schaffen und den Plauener Bürgern einen Teil des Naturraumes „zurück zu geben, der während der Industrialisierung im Plauenschen Grund mehr und mehr verloren ging“: Eine der frühesten bekannten ökologischen Ausgleichsmaßnahmen fand durch das Bienertsche Engagement und finanziert durch Theodor Bienert in diesem Areal statt. Es war aber auch Teil des Bienertschen Engagements zur landschaftlichen Verschönerung Plauens insgesamt.
Die Bienerts beauftragten den Gartenarchitekten Max Bertram 1906 parallel zu seinen Planungen für den Oberen Bienertpark auch mit einer Planung für dieses 15.000 Quadratmeter großes Areal. Sie konnte erst ab 1911 und auch nur teilweise umgesetzt werden, da die damals selbständige Gemeinde Dölzschen ihrerseits zwar davon profitierte, einen attraktiven Zugang vom Tal aus zu bekommen, weitere Beiträge wollte sie nicht leisten. Theodor Bienert finanzierte die Umsetzung mit 40.000 Reichsmark.
Bertram plante im ehemaligen Steinbruch ein für die Größe des Areals ausgedehntes Wegenetz mit Brücke, künstlicher Grotte und einem (angedeuteten) Teich, eine von ihm analog des „Oberen Bienertparks“ ausgeführte „Bastion“ wäre auf Dölzschener Flur zu liegen gekommen, was auf Grund des mangelnden Interesses der Gemeinde Dölzschen so nicht realisiert werden konnte.

## Geschichte 1945–1990
Die (nicht vollständig ausgeführte) Anlage des „Dölzschener Bienertparks“ wurde nach 1945 mehr schlecht als recht erhalten, außer in dem bei Bertram üblichen mittleren Freiraum seiner Landschaftsplanungen, der, hier umgesetzt, vor allem im Winter zum Rodeln genutzt wurde. Im Grunde wurde sein gestalterisches Konzept im Laufe der Jahre mehr und mehr überwuchert und war immer weniger erkennbar.
Die auf historischen Postkarten durchaus erkennbare (ersatzweise) Fortsetzung des Konzeptes auf Dölzschener Seite durch das „Café Hohendölzschen“, unmittelbar an der Flurgrenze von Dölzschen zu Dresden (die „Dölzschener Straße“ wechselt von Löbtau nach Dölzschen den Namen zu „Hohendölzschener Straße“) wurde mehr und mehr vernachlässigt: 1949 übernahm die HO der DDR das „Café Hohendölzschen“, wenige Jahre später wurde die Gaststätte ein Kindergarten, der um 1980 auszog. Danach sollte das Gebäude umgebaut werden, doch nach dem Freizug stand es jahrelang leer und verfiel. 1990 erhielten es – völlig verwahrlost – die ehemaligen Eigentümer zurück, die jedoch aufgrund der Sanierungskosten nurmehr am Verkauf der Immobilie interessiert waren. Gebäude und Grundstück waren durch den fortschreitenden Verfall ein jahrelanges Ärgernis.

## Nach 1990
1990 wurde die Anlage des „Dölzschener Bienertparks“ unter Denkmalschutz gestellt, doch Sanierungsideen scheiterten auch hier, bis es schließlich Anfang der 2000er Jahre gelang, mit Hilfe von EFRE-Mitteln das Grundstück des ehemaligen „Café Hohendölzschen“ nach dessen verfallsbedingten vollständigen Abriss zu erwerben: Ein großer Teil des Bertramschen Konzeptes von 1906 konnte nunmehr in neuer Form umgesetzt werden: Auf Dölzschener Gebiet entstand eine Ergänzung des „Dölzschener Bienertparkes“ (womit eigentlich erst seit dieser Zeit der Name gerechtfertigt ist, alle bisherigen Anlagen waren ausschließlich auf Löbtauer Flur gelegen), auch die Bertramsche „Aussichtsbastion“ konnte modifiziert errichtet werden.
Grundlage für die damals bereits vorgesehene längerfristige Rekonstruktion war eine „Denkmalpflegerische Zielstellung“, die im Auftrag des Amtes für Stadtgrün und Abfallwirtschaft im Jahre 2008 von dem Dresdner Landschaftsarchitekten Michael Müssiggang erarbeitet wurde.
In deren Verfolgung wurde 2010 der Bewuchs bereinigt und das Bertramsche Konzept auch in Anbetracht der bevorstehenden 100-Jahr-Feier seiner Eröffnung weitgehend wiederhergestellt.
Die Eingangsgestaltung in das Tal des Plauenschen Grundes und die Gestaltung des schon in den 1980er Jahren stillgelegten Ratssteinbruches längs der Weißeritz bedürfen langfristig weiterer Überlegungen. Ein Teil des Ehemaligen Ratssteinbruchs steht seit 1985 als Naturdenkmal unter Schutz.